# Ломакс (Іллінойс)
Ломакс (англ. Lomax) — селище (англ. village) в США, в окрузі Гендерсон штату Іллінойс. Населення — 404 особи (2020).

## Географія
Ломакс розташований за координатами 40°40′44″ пн. ш. 91°4′34″ зх. д. / 40.67889° пн. ш. 91.07611° зх. д. (40.678897, -91.076213).  За даними Бюро перепису населення США в 2010 році селище мало площу 2,70 км², уся площа — суходіл.

## Демографія
Згідно з переписом 2010 року, у селищі мешкали 454 особи в 195 домогосподарствах у складі 128 родин. Густота населення становила 168 осіб/км².  Було 211 помешкання (78/км²).
Расовий склад населення:
| - 96,0 % — білих - 0,9 % — азіатів - 0,4 % — корінних американців - 0,2 % — чорних або афроамериканців |

До двох чи більше рас належало 2,2 %. Частка іспаномовних становила 2,9 % від усіх жителів.
За віковим діапазоном населення розподілялося таким чином: 21,4 % — особи молодші 18 років, 58,3 % — особи у віці 18—64 років, 20,3 % — особи у віці 65 років та старші. Медіана віку мешканця становила 45,1 року. На 100 осіб жіночої статі у селищі припадало 98,3 чоловіків;  на 100 жінок у віці від 18 років та старших — 95,1 чоловіків також старших 18 років.
Середній дохід на одне домашнє господарство  становив 42 126 доларів США (медіана — 30 795), а середній дохід на одну сім'ю — 56 070 доларів (медіана — 51 667). Медіана доходів становила 41 875 доларів для чоловіків та 28 438 доларів для жінок. За межею бідності перебувало 20,1 % осіб, у тому числі 47,1 % дітей у віці до 18 років та 11,9 % осіб у віці 65 років та старших.
Цивільне працевлаштоване населення становило 108 осіб. Основні галузі зайнятості: виробництво — 23,1 %, освіта, охорона здоров'я та соціальна допомога — 23,1 %, публічна адміністрація — 13,0 %, роздрібна торгівля — 12,0 %.